# Vivien Wulf
Vivien Wulf (* 14. Januar 1994 in Karlsruhe) ist eine deutsche Schauspielerin, Autorin und Unternehmerin.

## Leben und Karriere
Vivien Wulf entwickelte früh ihr Interesse für die Schauspielerei und erhielt ab dem Alter von vier Jahren Ballett- und Klavierunterricht. 2008 gewann sie das vom Magazin Taff begleitete „Bravo Mission Famous“. 2009 folgte ihre erste Hauptrolle im Ken-Follett-Zweiteiler Eisfieber. Im Sommer darauf folgte der Kinofilm Rock It!, in dem sie ebenfalls eine Hauptrolle übernahm. In den folgenden Jahren war sie in verschiedenen deutschen Fernsehproduktionen wie Alarm für Cobra 11, Das Traumschiff, Rosamunde Pilcher, Der Alte oder auch im Kinofilm Misfit zu sehen. Seit Februar 2025 (Folge 4371) spielt sie in der ARD-Telenovela Sturm der Liebe die Rolle der Larissa Mahnke.
Nach ihrem Studium zur Journalistin machte Wulf ihren Bachelor-Abschluss an einer Universität in London. 2021 folgte ihr Debüt als Autorin mit dem Buch „Pretty Happy“.
Seit 2022 richtet sie gemeinsam mit den Journalistinnen Nena Brockhaus und Franca Lehfeldt das Women On Top-Event aus. Wulf und Brockhaus betreiben eine gemeinsame Gesellschaft bürgerlichen Rechts „Wulf & Schink Relations GbR“. Der intransparente Umgang hinsichtlich dieser Geschäftsbeziehung in der Berichterstattung der Bild-Zeitung wurde im Online-Medienmagazin Übermedien kritisiert.
Wulf lebt in Düsseldorf.

## Filmografie
- 2009: Alarm für Cobra 11 – Die Autobahnpolizei (Fernsehserie, Episode: Der Prüfer)
- 2009: Ken Folletts Eisfieber
- 2010: Rock It!
- 2011: SOKO München (Fernsehserie, Episode: Das Blut der Ballerina)
- 2011: The Black Pony – Scars and Bruises (Musikvideo)
- 2011: Nina Undercover – Agentin mit Kids
- 2011: Rosamunde Pilcher (Fernsehfilm, Episode: Der gestohlene Sommer)
- 2011: Kreuzfahrt ins Glück (Fernsehreihe, Episode: Kroatien)
- 2012: Der letzte Bulle (Fernsehserie, Episode: Ich sag´s nicht weiter)
- 2012: Alarm für Cobra 11 – Die Autobahnpolizei (Fernsehserie, Episode: Engel des Todes)
- 2013: Kreuzfahrt ins Glück (Fernsehreihe, Episode: Hochzeitsreise in die Provence)
- 2013: Herzensbrecher – Vater von vier Söhnen (Fernsehserie, Episode: Schwerer Verlust)
- 2013: Mega Tsunami
- 2014: Der Alte (Fernsehserie, Episode: Spiel, Satz, Tod)
- 2014: Sprung ins Leben
- 2015: Das Traumschiff (Fernsehserie, Episode: Kanada)
- 2015: Verbotene Liebe (Fernsehserie, 2 Folgen)
- 2016: Unter uns (Fernsehserie, mehrere Folgen)
- 2016: Kreuzfahrt ins Glück (Episode: Hochzeitsreise nach Lissabon)
- 2017: Heldt (Fernsehserie, Episode: Cybermobbing)
- 2017: Wilsberg – Die fünfte Gewalt
- 2017: SOKO Köln (Fernsehserie, Episode: Von fremder Hand)
- 2018: Meine Mutter ist unmöglich
- 2019: Misfit
- 2019: F4LKENB3RG – Mord im Internat? (Fernsehserie, 6 Episoden)
- 2020: Toxisch (Fernsehserie)
- 2022: Das Traumschiff (Fernsehserie, Episode Mauritius)
- seit 2025: Sturm der Liebe (Fernsehserie)

## Werke
- Nena Schink, Vivien Wulf: Pretty Happy – Lieber glücklich als perfekt, Verlag: Edel Germany GmbH, 2021, ISBN 978-3-8419-0763-9